# 小行星8616
小行星8616（8616 Fogelquist）是一颗绕太阳运转的小行星，为主小行星带小行星。该小行星于1980年3月16日发现。

## 轨道参数
小行星8616的轨道半长轴为2.3312877 UA，离心率为0.174。